# Yomo Toro
Víctor Guillermo Toro Vega, conocido artísticamente como Yomo Toro (Guánica; 26 de julio de 1933 – El Bronx; 30 de junio de 2012) fue un cantautor y músico puertorriqueño-estadounidense conocido por ser uno de los primeros en usar el cuatro, en el género musical de la salsa.

## Trayectoria artística
Aprendió el manejo del cuatro a la edad de seis años, motivado por su padre, quien tocaba dicho instrumento. A la edad de quince años tocaba en su escuela con tres compañeros en un grupo llamado “La Bandita de la Escuela”.
Comenzó su carrera profesional tocando para “Bury Caban y los 4 Ases” junto con Tito Lara. También toco con José Antonio Salemán, “El Trío Universitario de San Juan”, “Los Antares”, Alfonso Vélez y Felipe Rodríguez. Grabó con Larry Harlow, Willie Colón y la Fania All-Stars. Viajó repetidamente a Japón, Europa y muchas otras partes del mundo tocando el cuatro, el instrumento nacional de Puerto Rico.
Hizo varias grabaciones con su propio grupo para la compañía discográfica Polygram Records. Una de sus canciones más exitosas fue “Funky Jíbaro”. Durante su prolongada vida artística Yomo Toro compartió con músicos como Tito Puente, Rubén Blades, Eydie Gorme y Gloria Estefan con quien colaboró en la producción de su disco “Caribean Cool”. A comienzos del nuevo milenio su nombre fue incorporado al Paseo de la Fama del condado del Bronx en Nueva York.